# Avenue B
Avenue B je sólové studiové album amerického zpěváka Iggyho Popa. Vydáno bylo 14. září roku 1999 společností Virgin Records a jeho producentem byl Don Was. Autorem Popova portrétu na obalu alba je kanadský fotograf Jeff Wall. Vedle jiných se na albu podílelo jazzové trio Medeski, Martin & Wood. Kromě autorských písní deska obsahuje coververzi písně „Shakin' All Over“ od Johnnyho Kidda.

## Seznam skladeb
| Pořadí | Název               | Délka |
| ------ | ------------------- | ----- |
| 1.     | No Shit             | 1:21  |
| 2.     | Nazi Girlfriend     | 2:57  |
| 3.     | Avenue B            | 5:19  |
| 4.     | Miss Argentina      | 4:14  |
| 5.     | Afraid to Get Close | 0:59  |
| 6.     | Shakin' All Over    | 4:35  |
| 7.     | Long Distance       | 4:56  |
| 8.     | Corruption          | 4:23  |
| 9.     | She Called Me Daddy | 1:52  |
| 10.    | I Felt the Luxury   | 6:30  |
| 11.    | Español             | 4:10  |
| 12.    | Motorcycle          | 2:42  |
| 13.    | Facade              | 5:28  |

## Obsazení
- Iggy Pop – zpěv, kytara, klávesy
- Whitey Kirst – kytara
- Pete „Damien“ Marshall – kytara
- Lenny Castro – perkuse
- Hal Cragin – baskytara
- David Mansfield – housle, viola
- John Medeski – Hammondovy varhany, piano Wurlitzer
- Toby Dammit (Larry Mullins) – bicí, tabla, vibrafon
- Billy Martin – bicí
- Andrew Scheps – smyčky
- Chris Wood – basa
- Michael Chaves – klávesy
- Don Was - kytara